# 沙沃罗什
沙沃罗什（法語：Chaveroche，法語發音：[ʃavʁɔʃ]）是法国科雷兹省的一个市镇，属于于塞勒区。

## 地理
沙沃罗什（45°34'27"N, 2°15'26"E）面积18.26 平方千米，位于法国新阿基坦大区科雷兹省，该省份为法国中南部省份，北起上维埃纳省和克勒兹省，西接多爾多涅省，南至洛特省，东临多姆山省和康塔爾省。
与沙沃罗什接壤的市镇（或旧市镇、城区）包括：阿莱拉、圣昂热勒、圣日耳曼拉沃、旧圣帕尔杜、于塞勒。

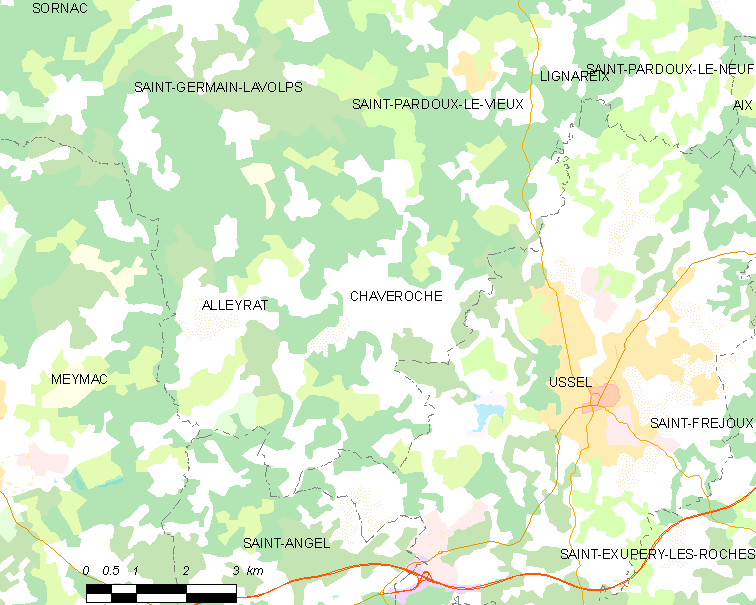
沙沃罗什的OSM定位图

沙沃罗什的时区为UTC+01:00、UTC+02:00（夏令时）。

## 行政
沙沃罗什的邮政编码为19200，INSEE市镇编码为19053。

## 政治
沙沃罗什所属的省级选区为米勒瓦什高原县。

## 人口

1962-2008年间沙沃罗什人口变化图示

沙沃罗什于2022年1月1日时的人口数量为272人。